# Ariane 1
Ariane 1 byla čtyřstupňová nosná raketa, vyvinutá Evropskou vesmírnou agenturou. Vývoj Ariane navazoval na zrušený projekt rakety Europa. Raketa byla navržena tak, aby mohla vynést dvě družice najednou, ESA si od toho slibovala snížení ceny. Vývoj začal v roce 1973. Poprvé vzlétla v roce 1979. Celkový počet startů byl 11, z čehož dva skončily nehodou. Poslední start se konal v roce 1986.
První stupeň byl poháněn čtyřmi motory Viking, spalujícími UDMH a N2O2. Druhý stupeň byl osazen jedním motorem Viking. Třetí stupeň byl poháněn motorem HM7-A na kryogenické pohonné látky, kapalný vodík a kyslík. Čtvrtý stupeň měl raketový motor na tuhé pohonné látky. Toto uspořádání bylo shodné u raket řady Ariane až do typu Ariane 4. Po nehodě druhé rakety kvůli nestabilitě spalování v květnu 1980 bylo inovováno palivo a místo čistého UDMH se používala směs 75% UDMH a 25% hydrazinu. Toto palivo, nazývané UH-25, je svými vlastnostmi velmi podobné americkému Aerozinu 50.

## Starty Ariane 1
| Let  | Datum             | Náklad                                     | Výsledek | Poznámky                                                      |
| ---- | ----------------- | ------------------------------------------ | -------- | ------------------------------------------------------------- |
| L-01 | 24. prosinec 1979 | CAT-1                                      | Úspěch   | První start                                                   |
| L-02 | 23. května 1980   | Firewheel Subsat-1,2,3,4, Amsat P3A, CAT 2 | Neúspěch | Nestabilita spalování v jednom z motorů prvního stupně.       |
| L-03 | 19. června 1981   | Meteosat 2, APPLE, CAT 3                   | Úspěch   |                                                               |
| L-04 | 20. prosince 1981 | MARECS 1, CAT 4                            | Úspěch   |                                                               |
| L-5  | 10. září 1982     | MARECS B, Sirio 2                          | Neúspěch | První komerční start, selhání turbočerpadla na třetím stupni. |
| L-6  | 16. června 1983   | ECS 1, Amsat P3B                           | Úspěch   |                                                               |
| L-7  | 19. října 1983    | Intelsat 507                               | Úspěch   |                                                               |
| L-8  | 5. února 1984     | Intelsat 508                               | Úspěch   |                                                               |
| V-9  | 23. května 1984   | Spacenet 1                                 | Úspěch   |                                                               |
| V-14 | 2. července 1985  | Giotto                                     | Úspěch   |                                                               |
| V-16 | 22. února 1986    | SPOT 1, Viking                             | Úspěch   | Poslední start.                                               |